# وودلیک (تگزاس)
وودلیک، تگزاس(به انگلیسی: Woodlake, Texas) شهری در ایالت تگزاس از ایالات جنوبی ایالات متحده آمریکا است.